# Maccabi Ironi Asjdod

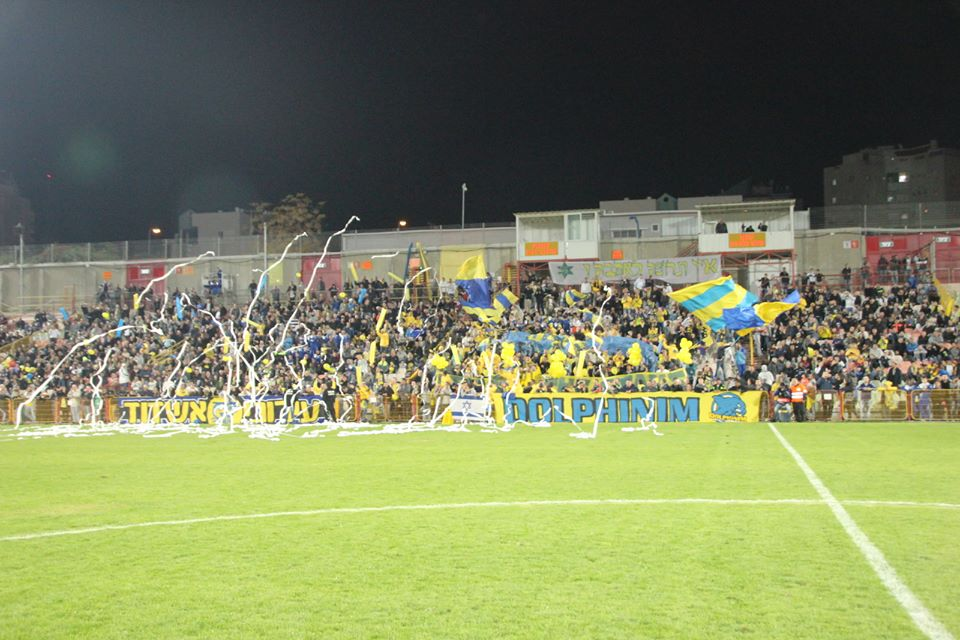
Fans bij de Asjdodderby tegen Hapoel in 2015

Maccabi Ironi Asjdod (Hebreeuws: מכבי עירוני אשדוד) is een Israëlische voetbalclub uit Asjdod. 
De club werd opgericht in 1961 en fuseerde in 1999 met Hapoel Asjdod tot MS Asjdod. Beide fusiepartners werden in 2015 heropgericht door fans van de oude clubs na ophef over pogingen om eerst de naam 'Ironi' en daarna 'Hapoel' toe te voegen aan de fusieclub. De bijnaam van het team is 'dolfijnen'.

## Prestaties
- Beker van Israël: (Halve finale) 1997/98.
- Liga Leumit: (Tweede plaats) 1992/93, 1996/97.

## Bekende (ex-)spelers
- Uche Okafor
- Akaki Devadze
- Motti Ivanir
- Tibor Balog